# Joanna Saturna
Le Joanna Saturna est une goélette à hunier finlandaise, à coque acier, construite en 1903 sur un chantier naval de Flardingue aux Pays-Bas. 
Restaurée et réaménagée pour la croisière depuis 2000, par son propriétaire finlandais, elle participe aux différents Tall Ships' Races organisés par la Sail Training International, en classe B. Elle navigue essentiellement en mer Baltique. Seul voilier de ce type en Finlande, elle est aussi classée monument historique. 
Son immatriculation de voile est : TS-FIN 636.

## Histoire
Construit en 1903 à Vlaardingen, ce voilier est un petit deux-mâts traditionnel pour la pêche aux harengs en mer Baltique et porte le nom de Joanna Saturna. 
En 1927, il est transformé en caboteur, prenant le nom de Marie, sous pavillon allemand. 
En 1957, il passe sous pavillon norvégien, continuant le cabotage. En 1976, il est adapté au transport sablier jusqu'en 2000.
Il est racheté par la Finlande en 2000. Son propriétaire actuel, Mikko Karvonen, lui redonne sa forme d'origine de goélette traditionnelle et son nom d'origine.
Joanna Saturna participe depuis à de nombreuses Tall Ships' Races, comme la Tall Ships Races 2013 en mer Baltique. Elle participe aussi aux Fêtes maritimes de Brest : Brest 2004, Brest 2008, Les Tonnerres de Brest 2012, Brest 2016 et Brest 2024
Sa présence est annoncée à l'Armada Rouen 2023.